# 잘 살아보세
"잘 살아보세"는 2006년에 개봉한 대한민국의 코미디 영화이다.

## 캐스팅
- 이범수 : 변석구 역
- 김정은 : 박현주 역
- 변희봉 : 강씨 역
- 전미선 : 순이 역
- 안내상 : 창수 역
- 우현 : 창혁 역
- 조희봉 : 복만 역
- 이달형 : 덕팔 역
- 신정근 : 촉새 역
- 홍원배 : 대머리 역
- 박근수 : 왕눈이 역
- 김영웅 : 두식 역
- 홍지민 : 복만 처 역
- 박준면 : 덕팔 처 역
- 정제후 : 창수 처 역
- 김수호 : 석구 큰아들 역
- 무이 : 석구 큰딸 역
- 윤선혜 : 석구 작은딸 역
- 허근영 : 석구 막내아들 역
- 유재현 : 동네 총각 역
- 라미란 : 언년네 역
- 이성경 : 이쁜네 역
- 황연희 : 끝순네 역
- 이종구 : 보건소장 역
- 하덕성 : 의사 역
- 권혁풍 : 면장 역
- 박팔영 : 군수 역
- 이창환 : 박정희 역
- 정재진 : 배 영감 역
- 구해룡 : 종식 역
- 김진구 : 두식 모 역
- 주부진 : 총각 어머니 역
- 손영순 : 치매 할머니 역
- 명규 : 읍내 깡패 두목 역
- 정종훈 : 정부 각료 역
- 봉두개 : 정부 각료 역
- 서정규 : 정부 각료 역
- 신재식 : 정부 각료 역
- 이미미 : 김 요원 역
- 민지은 : 간호사 역
- 송연수 : 촉새 처 역
- 곽수정 : 대머리 처 역
- 최현숙 : 왕눈이 처 역
- 권다님 : 월봉댁 7자매 역
- 신혜인 : 월봉댁 7자매 역
- 조아라 : 월봉댁 7자매 역
- 조아영 : 월봉댁 7자매 역
- 오로라 : 월봉댁 7자매 역
- 이다현 : 월봉댁 7자매 역
- 한지원 : 월봉댁 7자매 역
- 윤경원 : 창수 딸 역
- 이선빈 : 복만네 아이들 역
- 임희철 : 복만네 아이들 역
- 이세현 : 복만네 아이들 역
- 지영주 : 복만네 아이들 역
- 박현선 : 덕팔네 아아들 역
- 이경진 : 덕팔네 아아들 역
- 주대건 : 덕팔네 아아들 역
- 임희준 : 덕팔네 아아들 역
- 노태현 : 덕팔네 아아들 역
- 전재현 : 대머리네 아이들 역
- 김상아 : 대머리네 아이들 역
- 최선윤 : 대머리네 아이들 역
- 김태용 : 대머리네 아이들 역
- 윤라녕 : 대머리네 아이들 역
- 이상일 : 대머리네 아이들 역
- 김기성 : 읍내 깡패들 역
- 신영옥 : 읍내 깡패들 역
- 류제승 : 읍내 깡패들 역
- 이현학 : 강씨네 식솔들 역
- 김재석 : 강씨네 식솔들 역
- 구관성 : 강씨네 식솔들 역
- 장희수 : 창수 누이 역 (우정출연)
- 오지혜 : 월봉댁 역 (우정출연)
- 이찬영 : 비서관 역 (우정출연)
- 염우형 : 정부 각료 역 (우정출연)